# Niveaspis townsendiana
Niveaspis townsendiana är en insektsart som först beskrevs av Cockerell 1903.  Niveaspis townsendiana ingår i släktet Niveaspis och familjen pansarsköldlöss. Inga underarter finns listade i Catalogue of Life.